# Länscellfängelset i Gävle

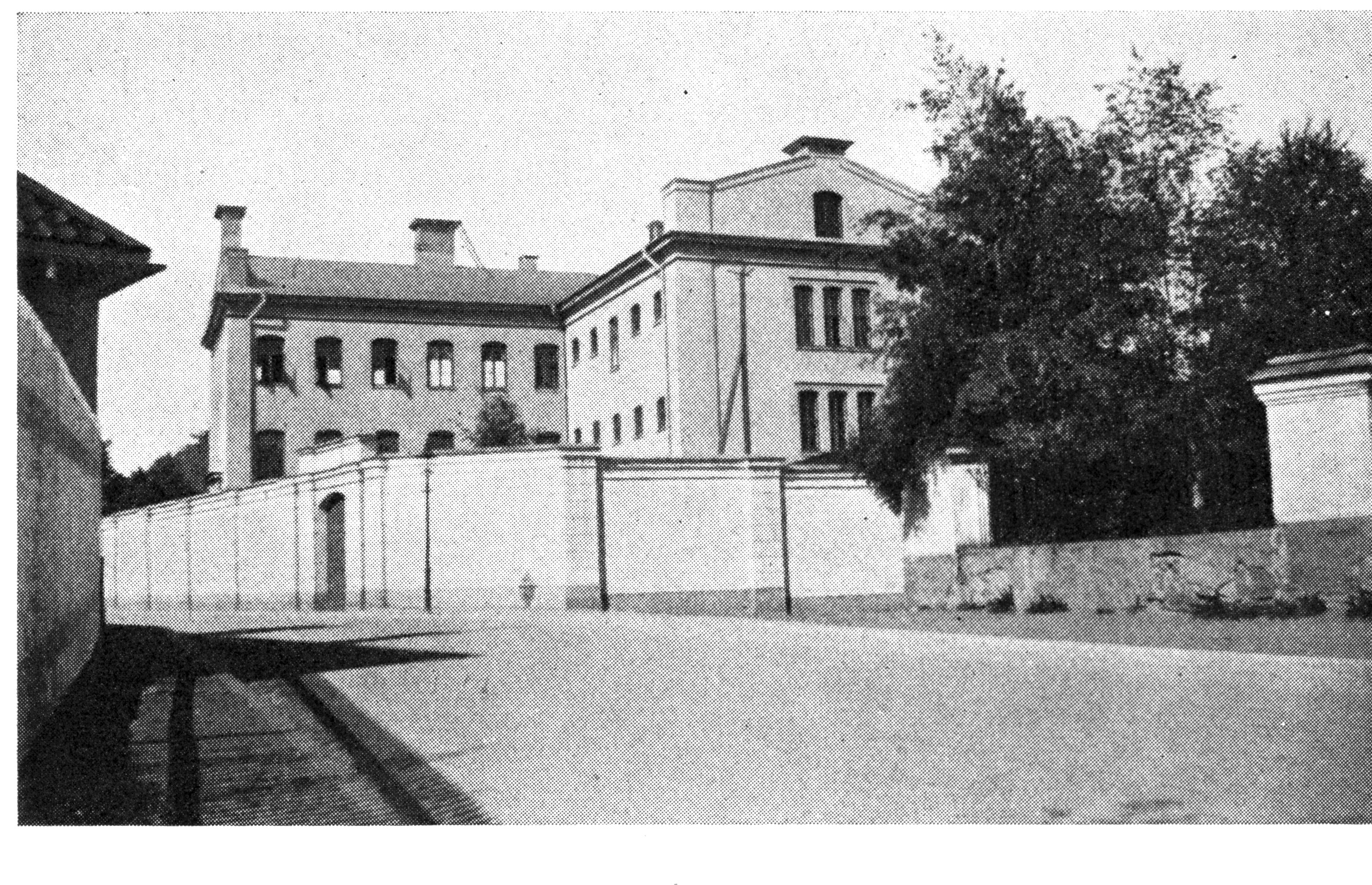
Straffängelset på 1930-talet.

Länscellfängelset i Gävle, senare Straffängelset i Gävle, var ett cellfängelse som öppnades 1847 och därmed ett av de första som uppfördes som en följd av den fängelsereform som beslutats vid 1841–1842 års riksdag. Fastigheten ligger väster om Gävle slott vid Hamiltongatan, och inrymmer idag Sveriges fängelsemuseum. Byggnadskostnaden var 133 874 kronor.

## Historia
Innan byggnaden uppfördes användes som länsfängelse en tvåvåningsbyggnad inom slottsområdet. Den var uppförd 1732 och byggdes på 1890-talet om till bostäder för fängelsets personal. Den är fortfarande bevarad.
Från början fanns 66 ljusa och 3 mörka celler. Byggnaden ritades av fängelsearkitekten Carl Fredrik Hjelm. Den byggdes 1885 till med en norrflygel, som inrymde 29 celler, och då införlivades även slottets trädgård med fängelset. År 1921 tillkom en påbyggnad med kök och snickeriverkstad.
Från år 1913 kom en allt större del av de intagna att utgöras av ungdomar. Det medförde behov av utökade utrymmen för bland annat förråd och undervisningslokaler och därför måste antalet celler minskas till 86. I ungdomsavdelningen utvidgades fönstren och taket försågs med lanterniner.
Länscellfängelserna togs bort från och med 1912 och blev då straffängelser, dit fångar från hela landet kunde sändas. Fokus blev arbetsdriften, vilket gjorde att man styrde yrkesskickliga beroende på vad som producerades. I och med Lagen om verkställighet av frihetsstraff trädde i kraft år 1946 blev cellfängleserna i Sverige svårarbetade. Deras roll som institution passade inte med den nya lagen eftersom vård i gemensamhet stod som central riktlinje för kriminalvården framöver. Cellfängelsernas anpassning för isoleringsstraff stod som raka motsatsen till detta. För att möta de nya kraven lades bl.a. de öppna mittskeppen igen för att få till gemensamhetsutrymmen. Successivt lades dock dessa cellfängelser ner och nya typer av anstalter byggdes. Straffängelset i Gävle blev 1954 en interneringsanstalt. Detta var fram till 1971 då gävleanstalten blev en försöksverksamhet med modifierat terapeutiskt samhälle.
Styresmannen för fängelset under 1960-talet var Paul Samuelsson. Under hans period som styresman infördes en mängd sociala program för att främja integrationen tillbaka in i samhället. Den största av dessa var diverse program inspirerade av nykterhetsrörelsen, vilket var till för att motverka alkoholism och senare även narkotika. Narkotika blev allt mer vanligt under 1970-talet och ständiga klagomål kom angående de intagnas användning av narkotika från både kriminalvårdspersonalen och andra intagna. Nykterhetsrörelsen var baserad på den amerikanska gruppen Anonyma Alkoholister, eller AA i folkmun. Dessa sociala program använde 12-stegsprogrammet som framtagits av AA och gruppen Anonyma Narkomaner, NA, adopterade senare även ett liknande program.
Fängelset lades ner 1986. Det ersattes av Anstalten Gävle, som ligger i stadsdelen Bomhus och har 64 platser i säkerhetsklass 2.

## Nutida användning
Sedan 2004 inrymmer länscellfängelset den permanenta basutställningen ”Hotell Hamilton” och andra delar av Sveriges fängelsemuseum. Museet dokumenterar svensk kriminalvårdshistoria och använder även det närliggande Slottshäktet som utställningslokal.